# Episodi di Medium (sesta stagione)
La sesta stagione della serie televisiva Medium è andata in onda dal 25 settembre 2009 al 21 maggio 2010 sul network americano CBS. In Italia la prima stagione è stata trasmessa in prima visione, dal 3 febbraio 2011 al 7 aprile 2011, su Rai 3.
| nº | Titolo originale                           | Titolo italiano                                      | Prima TV USA      | Prima TV Italia  |
| -- | ------------------------------------------ | ---------------------------------------------------- | ----------------- | ---------------- |
| 1  | Déjà Vu All Over Again                     | Bentornata Allison                                   | 25 settembre 2009 | 3 febbraio 2011  |
| 2  | Who's That Girl                            | Chi è quella ragazza                                 | 2 ottobre 2009    | 3 febbraio 2011  |
| 3  | Pain Killer                                | Il dottor Morte                                      | 9 ottobre 2009    | 10 febbraio 2011 |
| 4  | The Medium is the Message                  | Il killer della bilancia                             | 16 ottobre 2009   | 10 febbraio 2011 |
| 5  | Baby Fever                                 | Istinto materno                                      | 23 ottobre 2009   | 17 febbraio 2011 |
| 6  | Bite Me                                    | Mordimi                                              | 30 ottobre 2009   | 17 febbraio 2011 |
| 7  | New Terrain                                | L'artificiere                                        | 6 novembre 2009   | 17 febbraio 2011 |
| 8  | Once in a Lifetime                         | Ti chiamerò Angelo                                   | 13 novembre 2009  | 24 febbraio 2011 |
| 9  | The Future's So Bright                     | Il futuro abbagliante                                | 20 novembre 2009  | 24 febbraio 2011 |
| 10 | You Give Me Fever                          | Mi fai venire la febbre                              | 4 dicembre 2009   | 24 febbraio 2011 |
| 11 | An Everlasting Love                        | Amore eterno                                         | 8 gennaio 2010    | 3 marzo 2011     |
| 12 | Dear Dad...                                | Caro papà                                            | 15 gennaio 2010   | 3 marzo 2011     |
| 13 | Psych                                      | Psiche                                               | 29 gennaio 2010   | 3 marzo 2011     |
| 14 | Will the Real Fred Rovick Please Stand Up? | Può Il vero Fred Rovick alzarsi in piedi per favore? | 5 febbraio 2010   | 10 marzo 2011    |
| 15 | How to Beat a Bad Guy                      | Chi la fa l'aspetti                                  | 5 marzo 2010      | 10 marzo 2011    |
| 16 | Allison Rolen Got Married                  | Allison Rolen si sposa                               | 12 marzo 2010     | 10 marzo 2011    |
| 17 | There Will Be Blood... Type A              | Sangue del mio sangue - 1ª Parte                     | 2 aprile 2010     | 31 marzo 2011    |
| 18 | There Will Be Blood... Type B              | Sangue del mio sangue - 2ª Parte                     | 9 aprile 2010     | 31 marzo 2011    |
| 19 | Abe                                        | La voce dell'allarme                                 | 30 aprile 2010    | 31 marzo 2011    |
| 20 | Time Keeps on Slippin                      | Salti nel tempo                                      | 7 maggio 2010     | 7 aprile 2011    |
| 21 | Dead Meat                                  | Un maialino da salvare                               | 14 maggio 2010    | 7 aprile 2011    |
| 22 | It's a Wonderful Death                     | Al futuro                                            | 21 maggio 2010    | 7 aprile 2011    |

## Bentornata Allison
- Titolo originale: Déjà Vu All Over Again
- Diretto da: Aaron Lipstadt
- Scritto da: Craig Sweeny e Robert Doherty

### Trama
Allison si sveglia dopo tre mesi di coma. Anche se è in buona forma, una parte del suo corpo è paralizzata. Inoltre, scopre che da quando il tumore è stato rimosso, i suoi sogni sono svaniti. Joe, per starle vicino in questi mesi, è costretto a licenziarsi. Allison chiede a Devalos di poter tornare a lavorare. Un ricco imprenditore, intanto, chiede aiuto al procuratore, a causa di un maniaco che segue e riprende sua moglie. I poteri di Allison cominciano a riaffiorare, svelando così che la morte dell'imprenditore, in un primo momento attribuita al maniaco, è in realtà opera della moglie, che intrattiene una relazione con il suo presunto stalker. La paralisi di Allison comincia a scomparire .

## Chi è quella ragazza
- Titolo originale: Who's That Girl?
- Diretto da: Larry Teng
- Scritto da: Corey Reed e Travis Donnelly

### Trama
Dopo la morte di una persona cara a Devalos, figlia della sua governante, si scopre che la ragazza è stata uccisa dal suo amante. Allison nota il comportamento curioso della figlia maggiore e scopre attraverso i suoi sogni, che lo spirito della ragazza ha preso il controllo del corpo di Ariel, per vendicarsi del suo assassino.

## Il dottor Morte
- Titolo originale: Pain Killer
- Diretto da: Tate Donovan
- Scritto da: Craig Sweeny e Robert Doherty

### Trama
Allison fa un sogno che la turba molto: durante il coma è stata per morire e ciò sarebbe successo se non fosse stato per l'intervento di un medico. Quello stesso medico però sembra sia coinvolto nella morte di una sua cara amica da tempo ammalata di tumore e ricoverata in ospedale. In quel ospedale sembra che ultimamente accadano cose strane.

## Il killer della bilancia
- Titolo originale: The Medium Is the Message
- Diretto da: Larry Teng
- Scritto da: Michael Narducci e Robert Doherty

### Trama
Allison fa un sogno su una rapina e scopre che la vittima è un suo compagno di terapia riabilitativa. A Phoenix ritorna ad uccidere un serial killer che undici anni prima ammazzava delle donne e incideva sulla fronte delle stesse il simbolo della bilancia. Intanto la nostra medium, con l'aiuto di Scanlon, riesce a fare arrestare il rapinatore del suo compagno di terapie, ma scopre qualcosa di inquietante e inimmaginabile.

## Istinto materno
- Titolo originale: Baby Fever
- Diretto da: Vincent Misiano
- Scritto da: Jordan Rosenberg

### Trama
Un bambino di nome Braais, secondo i suoi genitori, è stato rapito dalla sua baby sitter. Il pianto del piccolo ossessiona Allison giorno e notte; grazie al quel pianto ossessivo Braais viene ritrovato dalla signora Dubouis. Però Allison, per seguire il suo istinto materno, rapisce il piccolo e viene arrestata. Come al solito tutto avrà un senso.

## Mordimi
- Titolo originale: Bite Me
- Diretto da: Aaron Lipstadt
- Scritto da: Robert Doherty e Craig Sweeny

### Trama
Allison sogna alcuni zombi che l'inseguono, la mordono e la graffiano. Al suo risveglio si ritrova con delle vere ferite sul suo corpo. I medici non riescono a dare una spiegazione plausibile. Un impresario di pompe funebri, intanto, viene trovato morto vicino alla tomba della moglie. Le ferite di Allison sono legate a quella morte.

## L'artificiere
- Titolo originale: New Terrain
- Diretto da: Arlene Sanford
- Scritto da: Steve Lichtman

### Trama
Allison ha appena noleggiato una macchina perché la sua è rimasta coinvolta in un incidente. Grazie ai suoi sogni è convinta che un artificiere sia coinvolto in una rapina a una banca. Né il procuratore né Scanlon sono d'accordo con lei. Come al solito.

## Ti chiamerò Angelo
- Titolo originale: Once in a Lifetime
- Diretto da: David Arquette
- Scritto da: Heather Mitchell

### Trama
Angelo Filipelli è stato ucciso, diciassette anni prima, da un sicario che l'ha sepolto sotto una colata di cemento. Ariel ha un fidanzato ma ad Allison non piace perché, secondo lei, il ragazzo nasconde qualcosa. Intanto il sicario che ha ucciso Filipelli viene trovato morto e viene incriminato proprio il ragazzo di Ariel. Allison aveva ragione?

## Il futuro abbagliante
- Titolo originale: The Future's So Bright
- Diretto da: Peter Werner
- Scritto da: Craig Sweeny e Robert Doherty

### Trama
Allison ha un problema agli occhi ed è costretta a portare degli occhiali da sole. Con gli occhiali vede sulla fronte di ogni persona i giorni che gli restano da vivere. Comincia a preoccuparsi quando vede sulla fronte di Scanlon il numero 2. Intanto, Lee sta indagando su l'omicidio di uno spacciatore.

## Mi fai venire la febbre
- Titolo originale: You Give Me Fever
- Diretto da: Aaron Lipstadt
- Scritto da: Jordan Rosenberg

### Trama
Joe ha una forte influenza mentre la città di Phoenix è in pericolo a causa di un possibile attentato biologico. Allison sogna l'incidente che dovrebbe causare il contagio e si ritrova coinvolta con la sua famiglia e i suoi amici. Alla fine si scopre che la responsabilità è di due amanti che volevano fare carriera e guadagnare molto.

## Amore Eterno
- Titolo originale: An Everlasting Love
- Diretto da: Peter Werner
- Scritto da: Corey Reed e Travis Donnelly

### Trama
Allison e l'ufficio del procuratore distrettuale sono alla prese con un omicida, il killer degli spiccioli, che ha l'abitudine di lasciare il cadavere della vittima precedente nella casa della vittima successiva. Il sospettato principale, inseguito da Scanlon, viene investito da un'auto e muore sul colpo. L'uomo va in sogno ad Allison e le confessa di non essere lui il killer degli spiccioli e le chiede di incontrare la sua fidanzata. Ad un certo punto Allison fa un sogno e capisce.

## Caro papà
- Titolo originale: Dear Dad
- Diretto da: Aaron Lipstadt
- Scritto da: Geoff Geib

### Trama
Per Manuel Devalos è un momento triste. Fatti legati al suo lavoro gli fanno tornare in mente la sua povera figlia morta diversi anni prima. Un ragazzo che lui non è riuscito a difendere quando esercitava la libera professione, lascia nella sua cassetta della posta un articolo di giornale con la notizia del suicidio della ragazza. Allison e Scanlon cercano di aiutare il loro capo; ma un vero aiuto all'uomo lo darà Bridget che intanto sta lavorando alla biblioteca.

## Psiche
- Titolo originale: Psych
- Diretto da: Vincent Misiano
- Scritto da: Diane Ademu-John e Robert Doherty

### Trama
Due ragazze si trovano in un istituto per cure mentali per aver ucciso rispettivamente i genitori e un insegnante. Secondo Allison la ragazza accusata di aver ucciso i genitori è innocente perché l'assassino sarebbe il fratello. Ma... il finale è come sempre inaspettato.

## Può il vero Fred Rovick alzarsi in piedi per favore?
- Titolo originale: Will the Real Fred Rovick Please Stand Up?
- Diretto da: Larry Reibman
- Scritto da: Craig Sweeny e Robert Doherty

### Trama
Allison continua a vedere il volto di un solo uomo su quelli delle altre persone, compreso Joe, e deve capirne il motivo. Intanto Ariel ha difficoltà a fare da babysitter ad un bambino.

## Chi la fa l'aspetti
- Titolo originale: How to Beat a Bad Guy
- Diretto da: Larry Teng
- Scritto da: Michael Narducci

### Trama
Allison si iscrive ad un corso di autodifesa. Intanto Devalos lavora sul caso relativo allo stupro di un'adolescente ed un omicidio che coinvolge un agente di polizia.

## Allison Rolen si sposa
- Titolo originale: Allison Rolen Got Married
- Diretto da: David Paymer
- Scritto da: Heather Mitchell

### Trama
Uno sguardo al passato, al matrimonio tra Allison e Joe ed a come i poteri sempre più sviluppati di Allison hanno influenzato la giovane coppia.

## Sangue del mio sangue - 1ª Parte
- Titolo originale: There Will Be Blood... Type A.
- Diretto da: Arlene Sanford
- Scritto da: Jordan Rosenberg

### Trama
Allison e sua figlia hanno lo stesso sogno che riguarda una strana ragazza che può essere collegata ad una serie di omicidi. Intanto Joe ha un'altra discussione con il suo capo.

## Sangue del mio sangue - 2ª Parte
- Titolo originale: There Will Be Blood... Type B.
- Diretto da: Peter Werner
- Scritto da: Steve Lichtman

### Trama
Allison scopre che la strana ragazza dei sogni è la prossima vittima del serial killer e deve proteggerla mentre cerca di catturare l'assassino. Intanto la situazione lavorativa di Joe prende un'altra piega inaspettata.

## La voce dell'allarme
- Titolo originale: Sal
- Diretto da: Craig Sweeny
- Scritto da: Craig Sweeny e Doug Magnuson

### Trama
Allison installa un allarme ad alta tecnologia quando un vicino viene assassinato. Ariel interagisce con un fantasma che potrebbe aiutarla ad entrare nel college che più desidera.

## Salti nel tempo
- Titolo originale: Time Keeps on Slipping
- Diretto da: Miguel Sandoval
- Scritto da: Heather Mitchell e Robert Doherty

### Trama
In modo inspiegabile, Ariel perde degli anni della sua vita e deve trovare un modo per tornare al presente.

## Un maialino da salvare
- Titolo originale: Dead Meat
- Diretto da: Arlene Sanford
- Scritto da: Michael Narducci e Robert Doherty

### Trama
L'amicizia di Allison con un maiale la conduce nella zona della scomparsa di un attivista per i diritti degli animali. Intanto Joe riceve un regalo di compleanno speciale da Marie.

## Al futuro
- Titolo originale: It's a Wonderful Death
- Diretto da: Aaron Lipstadt
- Scritto da: Craig Sweeny, Shaun Kasser e Samir Mehta

### Trama
Il tumore al cervello di Allison si ripresenta e comporta conseguenze non solo per lei, ma per tutti i suoi cari.